# 米振標
米振標（1860年—1928年），字錦堂，陝西省綏德州人，清末民初軍人。清末毅軍将领。民国時期的毅軍總司令。

## 生平
最初他加入淮軍。此後他轉入宋慶所率毅軍並升任翼長。
1913年（民国2年）11月，他率部驻防熱河，任林西鎮守使，並兼任熱河軍務幇辦，期间与外蒙古奈丹扎布所部交战。1915年（民国4年）12月，洪宪帝制，米振標被袁世凱封为一等子爵。袁世凱死後他投皖系，1920年（民国9年）直皖戰争後他轉投直系。
1921年（民国10年）他任熱河都統姜桂題手下的同省副都統，並任毅軍總司令。1922年（民国11年）5月他任熱河軍務幇辦，代行都統王懷慶的職務。1924年（民国13年）7月，他繼王懷慶之後署理熱河都統。9月的第二次直奉戰争中他任討逆軍第2軍副司令。後來奉系和馮玉祥擊敗直系，同年12月他的都統一職被罷免。
此後，米振標投馮玉祥所率的国民軍。1925年（民国14年）他任命河南軍務幇辦兼毅軍總司令。国民軍被北方各派包圍攻撃而撤退，他轉入張作霖的安国軍，任安国軍第18軍軍長兼毅軍總司令。後來国民革命軍北伐將該軍殲滅，他下野。自此，清末以来的毅軍完全解體消滅。
1928年（民國17年），逝世。終年68。